# Oreolalax jingdongensis
Oreolalax jingdongensis är en groddjursart som beskrevs av Ma, Yang, Li in Yang, Ma, Chen och Li 1983. Oreolalax jingdongensis ingår i släktet Oreolalax och familjen Megophryidae. IUCN kategoriserar arten globalt som sårbar. Inga underarter finns listade i Catalogue of Life.